# Église Saint-Pierre de Lespignan
Pour les articles homonymes, voir Église Saint-Pierre.
L'église Saint-Pierre est une église catholique située à Lespignan, en France.

## Localisation
L'église est située dans le département français de l'Hérault, sur la commune de Lespignan.

## Historique
L'édifice est inscrit au titre des monuments historiques en 1952 et 1988.